# Slobozia-Dușca, Criuleni
Slobozia-Dușca este un sat din raionul Criuleni, Republica Moldova

## Amplasarea geografică
Suprafața satului Slobozia-Dușca constituie 454 ha, iar a întreg teritoriului 2438,58 ha, inclusiv intravilan 521,43 ha, extravilan 1937,15 ha. Satul Slobozia-Dușca se află la o distanță de circa 35 km. de la capitala Republicii Moldova. La nord este delimitat de teritoriul satului Ohrincea, raionul Criuleni, la sud se mărginește de malurile Nistrului, la vest – teritoriul orașului Criuleni, iar la est de teritoriul satului Onițcani, raionul Criuleni.

## Scurt istoric
Satul Slobozia-Dușca a existat ca sătișor de țărani din secolul XVI. Pentru prima dată a fost atestat documentar la 5 mai 1618 cu denumirea Caliceni. Potrivit legendei satul Caliceni era împărțit în 2 părți de un pîrâiaș, care își lua începutul din niște izvoare. Pe de o parte a pîrâiașului era moșia unui boier pe nume Calenici, de aici și pornește prima denumire a satului Caliceni. Din vechi timpuri localnicii se proslăveau prin hărnicie sa :creșteau legume, transportau mărfuri dintr-un sat în altul. Între hotarele vechiului sat și teritoriul actualului sat era o crîșmă. Seara, cînd se aduneau după a grea zi de muncă, localnicii ziceau: „Haide-ți să ne mai slobozim - să tragem o dușcă la crîșmă ", de aici, credem, și pornește actuala denumire a satului de „ Slobozia-Dușca". Cîndva moșia satului era împărțită în mai multe părți, care se numeau: „Moșia lui Mihalachioaie", „Pădurea lui Foma", "Cimitirul turcesc", „ La movilă".

## Populație
- Ocupația de bază a localnicilor este legată de agricultură: creșterea legumelor, fructelor și cerealelor.

- Potrivit registrelor de evidență a gospodăriilor populației numărul total al familiilor ce locuesc în sat este de circa 1077.
- Numărul populației la situația de 01.01.2011 în s.Slobozia-Dușca constituie 3197 persoane, dintre care bărbați – 1526, femei – 1671.
Numărul naționalităților ce locuiesc în teritoriu – 9, dintre care:
- Moldoveni – 3143 persoane;
- Ucraineni – 14 persoane;
- Ruși - 29 persoane;
- Germani – 1 persoană;
- Uzbeci – 3 persoane;
- Georgieni – 3 persoane;
- Armeni – 1 persoană;
- Turci – 1 persoană;
- Greci – 1 persoană.

## Administrație și politică
Componența Consiliului local Slobozia-Dușca (11 consilieri), ales la 5 noiembrie 2023, este următoarea:
|  | Partid                                            | Consilieri | Componență | Componență | Componență | Componență |
|  | ------------------------------------------------- | ---------- | ---------- | ---------- | ---------- | ---------- |
|  | Alianța Liberalilor și Democraților pentru Europa | 4          |            |            |            |            |
|  | Partidul Acțiune și Solidaritate                  | 2          |            |            |            |            |
|  | Partidul Dezvoltării și Consolidării Moldovei     | 1          |            |            |            |            |
|  | Candidat independent VLADIMIR BELEAEV             | 1          |            |            |            |            |
|  | Partidul Comuniștilor din Republica Moldova       | 1          |            |            |            |            |
|  | Partidul Liberal                                  | 1          |            |            |            |            |
|  | Coaliția pentru Unitate și Bunăstare              | 1          |            |            |            |            |

## Instituții
În teritoriul satului funcționează următoarele instituții social-culturale:
- Grădinița de copii „Izvoraș”, 115 copii;
- Gimnaziul, 240 de elevi, 22 de preofesori;
- Casa de Cultură, în cadrul căreia activează:
  - Colectivul-model de fluierași „Nistrenii”;
  - Colectivul-model de fanfară;
  - Ansamblul-model de dansuri populare „Țărăncuța”;
  - Ansamblul vocal „Nemurelele”
- Biblioteca Publică;
- Oficiul Medicilor de Familie, 1 medic, 5 asistente medicale și 1 infermieră;
- Oficiul Poștal;
- Asociația de Economii și Împrumut;
- Tabăra de copii „Cristiano”.